# 查籥
查籥（？—？），字元章，祖籍海陵（今江蘇泰州）。紹興二十一年（1151年）進士。

## 生平
紹興二十八年（1158年）主管戶部架閣文字，遷秘書省正字。隆興元年（1163年），任江淮宣撫使司參議官。乾道三年（1167年），任四川總領。乾道六年（1170年），任太府少卿兼國史院編修官兼實錄院檢討官。乾道七年（1171年），任建康總領。

## 历史事件
岳珂《鄂國金佗稡编》卷8《鄂王行实编年》，卷20《吁天辨诬通叙》載，據查籥透露，紹興十年（1140年）秋《紹興和議》協定之時，完顏宗弼（兀朮）曾正式写信给秦檜，信上说：「爾朝夕以和請，而岳飛方爲河北圖，且殺吾婿，不可以不報。必殺岳飛，而後和可成也。」此事後被寫入正史《宋史·岳飛傳》。